# Luperina incerta
Luperina incerta là một loài bướm đêm trong họ Noctuidae.